# かに座55番星d
かに座55番星d (55 Cancri d) は、太陽に似た恒星かに座55番星Aの周囲を長い軌道周期で公転している太陽系外惑星である。木星から太陽までの距離と同じくらいの軌道半径を持ち、惑星系の中で5番目で最も遠い惑星である。2002年6月13日に発見された。

## 発見
他の大多数の既知の太陽系外惑星と同様に、かに座55番星dは主星のスペクトルのドップラー効果による視線速度の変化から検出された。発見時、かに座55番星Aは既に1つの惑星（かに座55番星b）を持つことは知られていたが、この惑星の影響を取り除いても、視線速度の変化にはまだ説明のつかないぶれがあった。
2002年、さらなる観測によって、主星から約5 auの軌道に長い周期の惑星が存在することが明らかになった。同じ測定で、さらに内側の惑星かに座55番星cも発見された。

## 軌道と質量

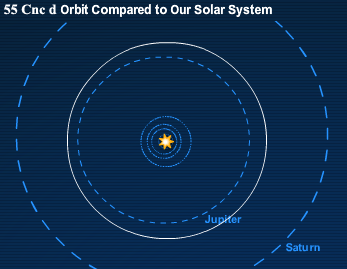
かに座55番星dの軌道は木星の軌道5.2天文単位よりも外側にある。

かに座55番星dの発見時、まだ軌道要素は確定されていなかったが、太陽系の木星のように軌道離心率は小さいと考えられていた。さらにデータが集まると、冥王星を含む太陽系のあらゆる天体よりも軌道離心率は大きいとするとデータを最もうまく説明できるとされた。しかし2008年、この惑星の完全な軌道が観測されると、この惑星は主星から5.77 auの、離心率の小さい円軌道を14年かけて公転していることが明らかとなった。
視線速度法の限界から、この惑星は下限質量のみが得られている。かに座55番星dの場合、その下限は約3.835木星質量である。2004年、ハッブル宇宙望遠鏡のFine Guidance Sensorsを用いた位置天文学的な観測により、惑星の軌道は約53°傾斜していることが示唆された。これが正しければ、惑星の真の質量は下限質量より25%大きい約4.8木星質量になる。

## 特徴
惑星の質量が大きいことから、この惑星は固体の表面を持たない木星型惑星であると考えられる。この惑星は直接観測されていないため、半径や組成、温度等はモデルから間接的に予測されている。
組成は木星と類似していると推測され、惑星の大気は化学平衡の状態に近く、水の雲の層に取り囲まれていると予測されている。また惑星の内部の熱により、木星で見られるようなアンモニアの雲ができるほどの温度が維持されていると考えられる。